# نوكيا E63
نوكيا E63 (بالإنجليزية: Nokia E63)‏ هو هاتف محمول من نوكيا يعمل بنظام سيمبيان.

## الخصائص
- نظام التشغيل: سيمبيان
- الشاشة: 320 × 240
- الوزن: 126 غرام
- المعالج: 369 ميجا هرتز
- الذاكرة: 128 ميجابايت
- التخزين: 2 جيجابايت